# Petrus Trysén
Petrus Trysén, född 22 januari 1689 i Löts församling, Östergötlands län, död 25 mars 1771 i Borgs församling, Östergötlands län, var en svensk präst.

## Biografi
Trysén föddes 1689 i Löts församling och döptes 30 januari. Han var son till komministern där Nicolaus Trysenius. Trysén studerade i Norrköping och Linköping. Han blev 1712 student vid Uppsala universitet och avlade 5 juni 1722 magisterexamen. Trysén prästvigdes 12 augusti 1724 till adjunkt i Borgs församling och blev 1725 komminister i Löts församling. År 1735 blev han kyrkoherde i Borgs församling och år 1750 kontraktsprost i Norrköpings kontrakt (Memmings härad). Trysén avled 1771 i Borgs församling och begravdes 4 april samma år.

### Familj
Trysén gifte sig 6 juli 1727 med Helena Torstensson (1703–1769). Hon var dotter till handlanden Lars Torstensson och Maria Gelsén i Norrköping. De fick tillsammans barnen Lars Trysén (1728–1784), Nicolaus Trysén (1730–1731), Margareta Trysén (1732–1795), som var gift med rådmannen Olof Scherling i Norrköping, prästen Petrus Trysén, Maria Trysén (1735–1766) och komministern Olof Trysén i Slaka församling.

### Översättningar
- 1738 – Tanke-Almanach av Henric Jacob Sivers, Linköping.[2]
- 1738 – Om den svenska marmorn av Henric Jacob Sivers, Norrköping.[2]
- 1744 – Gudi helgade harpa av Henric Jacob Sivers, Lund.[2]